# Hu guang
Pour plus de détails, voir Fiche technique et Distribution.
Hu guang (弧光) est un film chinois réalisé par Zhang Junzhao, sorti en 1989.

## Synopsis
Liu Kai, étudiant en psychologie, doit s'occuper d'une patiente, Jing Huan, renvoyée de son usine après avoir été accusée de vol.

## Fiche technique
- Titre : Hu guang
- Titre original : 弧光
- Titre anglais : Arc Light
- Réalisation : Zhang Junzhao
- Scénario : Xu Xiaobin
- Photographie : Feng Xiao
- Montage :
- Production :
- Société de production : Guangxi Film Studio
- Pays :  Chine
- Genre : Drame
- Durée : 100 minutes
- Dates de sortie : 
  -  Union soviétique : juillet 1989 (Festival international du film de Moscou 1989)

## Distribution
- Zhang Guangbei : Liu Kai
- Bai Ling : Jing Huan
- Xiao Xiong : Xie Ni
- Fan Weigang : Dr. Zheng
- Gao Yang : le vieux floriculteur
- Guan Ping : Jing Zhi
- Luo Xiaohua : la mère de Jing
- Tang Yuanzhi : Jing Hongcun
- Tong Yanjie : Xie Hong
- Zheng Zhenyao : Xiao Bo
- Zhi Yitong : Xie Zining

## Distinctions
Le film a été présenté en sélection officielle en compétition au Festival international du film de Moscou 1989.